# 笛木靖宏
笛木 靖宏（ふえき やすひろ、1985年12月20日 - ）は、千葉県千葉市稲毛区出身の陸上競技選手。専門は400mハードルで、自己ベストは49秒31。同種目の2013年モスクワ世界選手権日本代表、2013年プネーアジア選手権の金メダリストである。4×400mリレーの日本高校記録保持者でもある。

## 経歴
B型。千葉市立山王小学校、山王中学校、成田高等学校、日本大学卒業。大学卒業後は、第一総合警備保障、日本大学豊山高等学校の陸上競技部コーチ、千葉市立幕張本郷中学校の教員を経て、現在は千葉市立養護学校の教員を務める。チームアイマを経て、現在はTeam Accel所属。

### 小・中学校時代
小学生の時は野球を少しやっていた程度。小学3年時の時に校内のマラソン大会で優勝したことがきっかけとなり、4年生の頃には中学に進学したら陸上部に入ることを決意。中学時代は3年時に全日本中学校選手権とジュニアオリンピック（Bクラス）の400mに出場し、ジュニアオリンピックでは4位入賞を果たしている。

### 高校時代 （2001年 - 2004年）
成田高等学校に進学。
顧問から「ハードルをやれ」と言われたのがきっかけとなり、高校2年時に順天堂大学の競技会で初めて400mハードルのレースに出場すると、55秒6くらいでゴールして手応えをつかんだ。インターハイでは4×400mリレーの3走を務めて2位に貢献した。
3年時には日本ジュニア選手権の200mで5位入賞。インターハイには200m・400mハードル・4×100mリレー・4×400mリレーの4種目に出場すると、200mこそ予選敗退に終わったが、400mハードルは4位、アンカーを務めた4×100mリレーは5位、3走を務めた4×400mリレーでは優勝に貢献し、3種目で入賞を果たした。日本選手権リレーの4×400mリレーでは1走を務め、準決勝で3分08秒32の日本高校記録樹立に貢献した。

### 大学時代 （2004年 - 2008年）
日本大学に進学。大学時代の前半は怪我のために思ったような活躍はできなかった。
3年生となった2006年、関東インカレが400mハードルとしては大学生になって2戦目のレースとなった（結果は予選敗退）。3戦目となった日本インカレでは8位入賞、日本選手権にも初出場を果たしたが予選敗退に終わった。
最終学年の2007年、関東インカレと日本インカレの400mハードルで初優勝を果たすと、ユニバーシアードの日本代表にも選出され、初めての海外遠征と日本代表を経験した（結果は準決勝敗退）。大学時代の自己ベストは50秒07で、49秒台をマークすることはできなかった。

### 社会人時代 （2008年 - ）
2008年、第一総合警備保障に入社。陸上と仕事を両立させるつもりだったが、大学4年時から腰に故障を抱えていたこともあり満足に走れない日々が続いた。速く走れない自分が気持ち悪く、人前で走るのが嫌になり、会社に迷惑をかけないように1年で退職した。
2009年、日本大学豊山高等学校の陸上競技部コーチを務めながら、教員免許を取得するため日本大学文理学部に通い始めた（3年かけて単位を取得）。
2011年、全日本実業団選手権の400mハードルで優勝し、日本インカレ以来4年ぶりとなる全国タイトルを獲得した。
2012年、競技に専念する1年と決めてロンドンオリンピック出場を目指した。日本選手権の400mハードルで初めて予選を突破し、準決勝では自身初の49秒台となる49秒94をマークするも決勝には進めず、オリンピック出場の夢はかなわなかった。
2013年、千葉市立幕張本郷中学校の教員に採用される。練習時間は極端に減ったが、結果を出さなければならないというプレッシャーから開放され、静岡国際の400mハードルで自己ベスト（当時）・モスクワ世界選手権B標準（49秒60）突破の49秒48をマークすると、東日本実業団選手権では岸本鷹幸を破り49秒75で優勝した。日本選手権では初めて決勝に進出すると、モスクワ世界選手権A標準（49秒40）突破の49秒38をマークし、岸本鷹幸に次ぐ2位に入った。この結果、アジア選手権とモスクワ世界選手権の日本代表に選出され、アジア選手権では金メダルを獲得したが、モスクワ世界選手権は予選敗退に終わった。
2015年、全日本実業団選手権の400mハードルで49秒92をマークして4位に入り、2年ぶりの49秒台と全国大会決勝を経験すると、400mは中学以来の全国大会入賞となる6位に入った。
2017年3月25日、Team Accel所属となった。

## 自己ベスト
- 記録欄の（　）内の数字は風速（m/s）で、+は追い風を意味する。

| 種目         | 記録          | 年月日        | 場所   | 備考 |
| ------------ | ------------- | ------------- | ------ | ---- |
| 200m         | 21秒28 (+2.0) | 2013年6月23日 | 千葉市 |      |
| 400m         | 47秒37        | 2012年7月16日 | 東京都 |      |
| 400mハードル | 49秒31        | 2013年6月9日  | 調布市 |      |

## 主な成績
- 備考欄の記録は当時のもの

### 国際大会
| 年   | 大会             | 場所     | 種目  | 結果   | 記録   | 備考 |
| ---- | ---------------- | -------- | ----- | ------ | ------ | ---- |
| 2007 | ユニバーシアード | バンコク | 400mH | 準決勝 | 51秒02 |      |
| 2013 | アジア選手権     | プネー   | 400mH | 優勝   | 49秒86 |      |
| 2013 | 世界選手権       | モスクワ | 400mH | 予選   | 50秒66 |      |

### 日本選手権
- 4x400mRは日本選手権リレーの成績

| 年   | 大会       | 場所     | 種目    | 結果   | 記録            | 備考                          |
| ---- | ---------- | -------- | ------- | ------ | --------------- | ----------------------------- |
| 2003 | 日本選手権 | 前橋市   | 4x400mR |        |                 | 準決勝3分08秒32：日本高校記録 |
| 2006 | 第90回     | 神戸市   | 400mH   | 予選   | 52秒15          |                               |
| 2007 | 第91回     | 大阪市   | 400mH   | 予選   | 50秒94          |                               |
| 2011 | 第95回     | 熊谷市   | 400mH   | 予選   | 52秒23          |                               |
| 2011 | 第95回     | 横浜市   | 4x400mR | 予選   | 3分12秒02 (2走) |                               |
| 2012 | 第96回     | 大阪市   | 400mH   | 準決勝 | 49秒94          | 自己ベスト (初の49秒台)       |
| 2013 | 第97回     | 調布市   | 400mH   | 2位    | 49秒31          | 自己ベスト                    |
| 2014 | 第98回     | 福島市   | 400mH   | 予選   | 50秒80          |                               |
| 2015 | 第99回     | 新潟市   | 400mH   | 予選   | 51秒76          |                               |
| 2016 | 第100回    | 名古屋市 | 400mH   | 予選   | 53秒23          |                               |

### その他
- 主要大会を記載

| 年         | 大会                     | 場所          | 種目       | 結果       | 記録            | 備考                |
| 中学生時代 | 中学生時代               | 中学生時代    | 中学生時代 | 中学生時代 | 中学生時代      | 中学生時代          |
| ---------- | ------------------------ | ------------- | ---------- | ---------- | --------------- | ------------------- |
| 2000       | 全日本中学校選手権       | 長崎市        | 400m       | 予選       | 52秒05          |                     |
| 2000       | ジュニアオリンピック     | 横浜市        | 400m       | 4位        |                 |                     |
| 高校生時代 |                          |               |            |            |                 |                     |
| 2002       | インターハイ             | 那珂市        | 4x100mR    | 準決勝     |                 |                     |
| 2002       | インターハイ             | 那珂市        | 4x400mR    | 2位        |                 |                     |
| 2003       | 日本ジュニア選手権       | 前橋市        | 200m       | 5位        | 21秒99 (-0.2)   |                     |
| 2003       | インターハイ             | 長崎市        | 200m       | 予選       | 22秒34 (-0.8)   |                     |
| 2003       | インターハイ             | 長崎市        | 400mH      | 4位        | 52秒16          |                     |
| 2003       | インターハイ             | 長崎市        | 4x100mR    | 5位        | 41秒30 (4走)    |                     |
| 2003       | インターハイ             | 長崎市        | 4x400mR    | 優勝       | 3分11秒03 (3走) |                     |
| 2003       | 国民体育大会             | 袋井市        | 100m       | 準決勝     |                 |                     |
| 大学生時代 |                          |               |            |            |                 |                     |
| 2004       | 日本ジュニア選手権       | 神戸市        | 200m       | 予選       | 22秒35 (0.0)    |                     |
| 2004       | 日本インカレ             | 東京都        | 4x400mR    | 予選       | 3分10秒48 (3走) |                     |
| 2006       | 関東インカレ             | 上尾市 横浜市 | 400m       | 予選       | 48秒92          |                     |
| 2006       | 関東インカレ             | 上尾市 横浜市 | 400mH      | 予選       | 51秒78          |                     |
| 2006       | 関東インカレ             | 上尾市 横浜市 | 4x400mR    | 5位        | 3分08秒91 (2走) |                     |
| 2006       | 日本インカレ             | 横浜市        | 400mH      | 8位        | 51秒56          |                     |
| 2006       | 日本インカレ             | 横浜市        | 4x400mR    | 予選       | 3分10秒47 (2走) |                     |
| 2006       | トワイライト・ゲームス   | 東京都        | 400mH      | 5位        | 51秒59          |                     |
| 2006       | 実業団・学生対抗         | 小田原市      | 400m       | 2位        | 47秒56          |                     |
| 2006       | 実業団・学生対抗         | 小田原市      | メドレーR  | 優勝       | 1分50秒89 (4走) |                     |
| 2007       | 静岡国際                 | 袋井市        | 400mH      | 8位        | 51秒45          |                     |
| 2007       | 関東インカレ             | 東京都        | 400m       | 8位        | 48秒20          |                     |
| 2007       | 関東インカレ             | 東京都        | 400mH      | 優勝       | 50秒51          |                     |
| 2007       | 関東インカレ             | 東京都        | 4x400mR    | 3位        | 3分09秒55 (4走) |                     |
| 2007       | 日本インカレ             | 東京都        | 400mH      | 優勝       | 50秒17          |                     |
| 2007       | 日本インカレ             | 東京都        | 4x400mR    | 予選       | 3分10秒91 (4走) |                     |
| 2007       | トワイライト・ゲームス   | 東京都        | 400mH      | 優勝       | 50秒07          | 大会記録 自己ベスト |
| 2007       | 国民体育大会             | 秋田市        | 400mH      | 3位        | 50秒75          |                     |
| 2007       | 実業団・学生対抗         | 平塚市        | 400mH      | 3位        | 50秒89          |                     |
| 社会人時代 |                          |               |            |            |                 |                     |
| 2009       | 全日本実業団選手権       | 岡山市        | 4x400mR    | 予選       | 3分13秒51 (3走) | 決勝進出            |
| 2011       | 静岡国際                 | 袋井市        | 400mH      | 決勝       | 55秒65          |                     |
| 2011       | 東日本実業団選手権       | 熊谷市        | 400m       | 予選       | 48秒83          |                     |
| 2011       | 東日本実業団選手権       | 熊谷市        | 400mH      | 3位        | 51秒77          |                     |
| 2011       | 全日本実業団選手権       | 鳴門市        | 400mH      | 優勝       | 50秒42          |                     |
| 2011       | 全日本実業団選手権       | 鳴門市        | 4x400mR    | 2位        | 3分11秒17 (2走) |                     |
| 2012       | 静岡国際                 | 袋井市        | 400mH      | 決勝       | 50秒89          |                     |
| 2012       | 東日本実業団選手権       | 熊谷市        | 400m       | 3位        | 47秒39          |                     |
| 2012       | 東日本実業団選手権       | 熊谷市        | 400mH      | 優勝       | 50秒33          |                     |
| 2012       | 東日本実業団選手権       | 熊谷市        | 4x400mR    | 2位        | 3分16秒93 (2走) |                     |
| 2012       | 全日本実業団選手権       | 福岡市        | 400mH      | 2位        | 50秒58          |                     |
| 2012       | 全日本実業団選手権       | 福岡市        | 4x400mR    | 2位        | 3分13秒01 (2走) |                     |
| 2012       | 実業団・学生対抗         | 小田原市      | 400mH      | 4位        | 50秒94          |                     |
| 2013       | 静岡国際                 | 袋井市        | 400mH      | 3位        | 49秒48          | 自己ベスト          |
| 2013       | 東日本実業団選手権       | 那珂市        | 400mH      | 優勝       | 49秒75          |                     |
| 2014       | 静岡国際                 | 袋井市        | 400mH      | 決勝       | 51秒07          |                     |
| 2014       | ゴールデングランプリ東京 | 東京都        | 400mH      | 8位        | 51秒68          |                     |
| 2014       | 東日本実業団選手権       | 福島市        | 400mH      | 5位        | 51秒23          |                     |
| 2014       | 東日本実業団選手権       | 福島市        | 4x100mR    | 4位        | 41秒75 (4走)    |                     |
| 2014       | 東日本実業団選手権       | 福島市        | 4x400mR    | 2位        | 3分16秒44 (2走) |                     |
| 2014       | 南部記念                 | 札幌市        | 400mH      | 優勝       | 50秒39          |                     |
| 2014       | 全日本実業団選手権       | 山口市        | 400mH      | 予選       | 52秒25          |                     |
| 2015       | 静岡国際                 | 袋井市        | 400mH      | 決勝       | 51秒74          |                     |
| 2015       | 木南記念                 | 大阪市        | 400mH      | 3位        | 51秒12          |                     |
| 2015       | 東日本実業団選手権       | 熊谷市        | 400m       | 予選       | 48秒47          |                     |
| 2015       | 東日本実業団選手権       | 熊谷市        | 400mH      | 4位        | 50秒85          |                     |
| 2015       | 全日本実業団選手権       | 岐阜市        | 400m       | 6位        | 47秒85          |                     |
| 2015       | 全日本実業団選手権       | 岐阜市        | 400mH      | 4位        | 49秒92          |                     |
| 2016       | 静岡国際                 | 袋井市        | 400mH      | 決勝       | 50秒85          |                     |
| 2016       | 東日本実業団選手権       | 熊谷市        | 400m       | 5位        | 48秒08          |                     |
| 2016       | 東日本実業団選手権       | 熊谷市        | 400mH      | 予選       | 52秒99          |                     |
| 2017       | 東日本実業団選手権       | 秋田市        | 400m       | 予選       | 49秒37          |                     |
| 2017       | 東日本実業団選手権       | 秋田市        | 400mH      | 3位        | 52秒31          |                     |
| 2017       | 全日本実業団選手権       | 大阪市        | 400m       | 予選       | 50秒50          |                     |
| 2018       | 東日本実業団選手権       | 熊谷市        | 400m       | 予選       | 51秒74          |                     |
| 2018       | 東日本実業団選手権       | 熊谷市        | 400mH      | 決勝       | DNS             | 予選52秒90          |

## 出演
- スポーツイチバン☆ （2016年1月9日、千葉テレビ）

各種スポーツで活躍する先輩トップアスリートがジュニア世代に応援メッセージを送るコーナー「VOICE」に出演。